# Chiesa dei Santi Pietro e Paolo (Fratta Polesine)
La chiesa dei Santi Pietro e Paolo  è la parrocchiale di Fratta Polesine, in provincia di Rovigo e diocesi di Adria-Rovigo; fa parte del vicariato di Lendinara-San Bellino.

## Storia
Da un documento del 1123, il primo in cui è citata una chiesa a Fratta, s'apprende che questa era sottoposta all'abbazia territoriale della Vangadizza. Da un altro documento del 1536 si viene a sapere che la cura d'anime, pur essendo la chiesa formalmente sottoposta a detta abbazia, era affidata al pievano di San Bellino, nella diocesi di Adria. Nel 1550 l'antica chiesa di San Pietro, ormai fatiscente, venne demolita e ne viene riedificata una nuova, iniziata due anni dopo su disegno di Zuane Bellettato e fu parzialmente terminata con la facciata, su progetto di Vincenzo Bortoloni, solo nel 1682 come si legge in una lapide in essa. I due transetti furono infatti aggiunti nel Settecento e nel 1759 la chiesa fu consacrata dall'arcivescovo coadiutore di Udine Bartolomeo Gradenigo.

## Descrizione
La facciata secentesca del Bortoloni si sviluppa, secondo modalità in parte ancora rinascimentali, con il sovrapporsi di due ordini architettonici, dorico nella fascia inferiore, ionico in quella superiore, e termina con un timpano triangolare. Le statue di San Pietro e di San Paolo nelle nicchie ai lati dell'occhio sono di Giovanni Bonazza. Il campanile, settecentesco, fu completato nel 1772 ed ospita 4 campane (di nota re3, mi3, solb3, sol3) rifuse nel dopoguerra dalla fonderia Bianchi di Varese.
L'interno, armonicamente settecentesco, è ad aula unica aperte in cappelle poco profonde. Il soffitto è decorato da affreschi tiepoleschi di Francesco Zugno, autore anche delle Stazioni della via Crucis probabilmente dello stesso Zugno, trafugate nella notte tra l'11 e il 12 febbraio 1999, ed ora sostituite con le tele dell'artista frattense Gianpiero Callegari. Alle pareti, tutte le statue di Santi sono del 1743 e sono opera di Tommaso Bonazza, con esclusione di quella di San Giovanni Bosco. 
La chiesa si caratterizza per la presenza di ricchi lavori lignei e d'importanti opere settecentesche provenienti da Venezia. La bussola della porta maggiore sormontata dallo Stemma dell'Ordine Servita affiancato da Angeli, già attribuita ad Andrea Brustolon, fu invece eseguita tra 1740 e 1745 circa da Giovanni Marchiori per la distrutta Chiesa di Santa Maria dei Servi di Venezia, e fu acquistata per la chiesa di Fratta intorno al 1812, come altri arredi che sono in chiesa. Il pulpito datato 1859 con la bella scena di Gesù fra i Dottori, la cantoria dell'organo, con colonne, capitelli, putti, emblemi ed il parapetto dell'Altare dei Santissimi Quaranta Martiri, sono preziose opere di intaglio dorato di Luigi Voltolini da Lendinara.
Agli altari alla parete destra della navata sono una pala con i Santi Quaranta Martiri del Monte Ararat di ignoto autore ferrarese del Seicento, seguita da un'altra settecentesca raffigurante San Nicola da Bari del veronese Gian Battista Burato. 
Nel transetto destro è l'Altare di Sant'Antonio, del 1792, sul quale sono collocati le statue marmoree di Sant'Antonio, al centro, opera di Giuseppe Torretto, e quelle di Sant'Alessio Falconieri e di Santa Giuliana Falconieri, scolpite nel 1738 da Giovanni Marchiori per la chiesa dei Servi di Venezia, alla quale appartenevano anche le due tele alle pareti con Miracoli di San Filippo Benizi. Dietro l'altare, alla parete è un'Estasi di Sant'Antonio di Pietro Liberi. 
L'altare maggiore del 1697 è affiancato da due grandi angeli collocati nel 1704: quello a destra di Pietro Baratta e quello a sinistra di Marino Groppelli; al di sopra del baldacchino volante del 1783 è un lavoro a intaglio di Sante Baseggio.
L'altare del Nome di Gesù occupa il transetto sinistro e proviene dalla scomparsa Chiesa dei Santi Biagio e Cataldo della Giudecca a Venezia, come le statue di San Benedetto e Santa Scolastica ed il Monogramma del Nome di Gesù al centro che lo ornano , eseguite da Giovanni Maria Morlaiter nel 1735. Alle pareti, provenienti dalla stessa chiesa, le due tele con la Nascita di Gesù e l'Adorazione dei Magi di Mattia Bortoloni del 1734-35. Dietro l'altare, la cinquecentesca Circoncisione è attribuita a Ippolito Scarsella o Paolo Piazza.
L'altare centrale della parete sinistra della navata ospita una Madonna col Bambino intagliata nel 1682 dal veneziano Angelo Pancierati.